# Bladkant
Bladkanter hos växter är mycket viktiga när växtens utseende ska beskrivas. I artbeskrivningar menar man alltid utseendet på helt utvecklade mellanblad (örtblad) om inget annat anges.

## Bladkanter – översikt

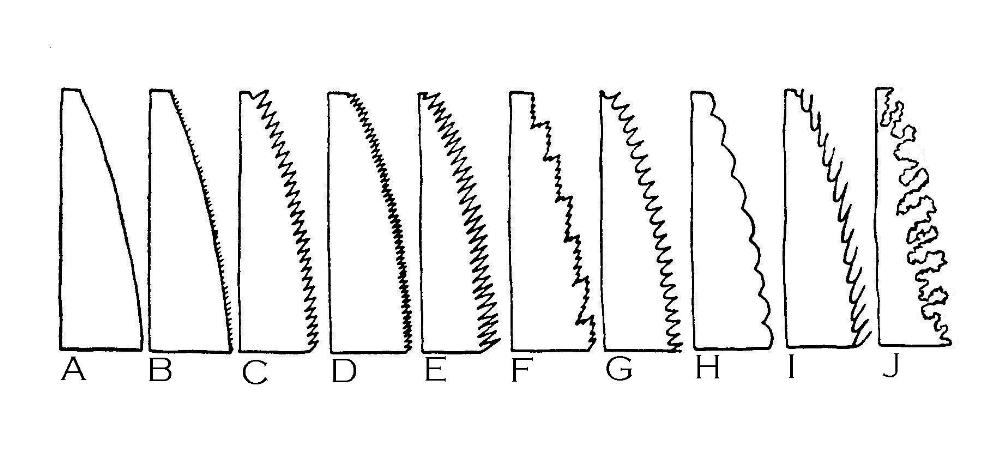
Olika sorters bladkanter.

- A: Helbräddad, utan några inskärningar
- B: Hårkantad, med fina hår längs kanten.
- C: Sågtandad, med framåtriktade tänder
- D: Fint sågtandad
- E: Vasst sågtandad
- F: Dubbeltandad, dvs de stora tänderna är i sin tur tandade med mindre tänder
- G: Tandad, med utåtriktade tänder
- H: Naggad
- I: Taggig
- J: Oregelbunden

Förutom de bladkanter som visas på bilden så kan bladkanten vara:
- Glandelsågad, med en glandel (körtel) på varje sågtand
- Glandelhårig, kantad av skaftade glandler
- Krusad

## Helbräddad bladkant

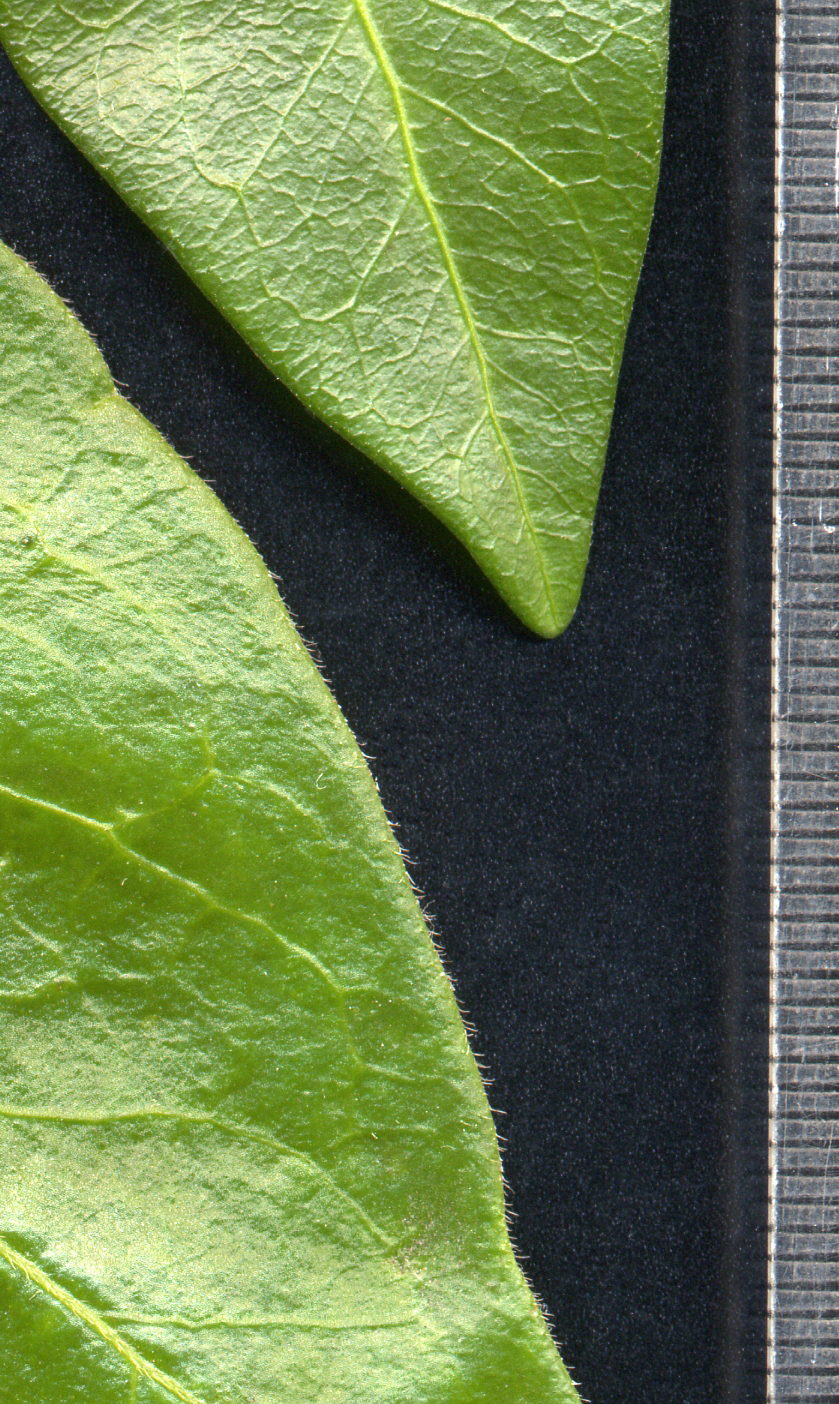
Helbräddad bladkant hos Vinca minoroch hårkantat blad hos Vinca major.

En helbräddad bladkant är helt utan inskärningar, slät. Den latinska termen är integer eller integerrimus om den är totalt slät.

## Hårkantad bladkant
Hårkantad, eller cilierad bladkant betyder att det finns fina hår längs kanten. Håren kan vara encelliga eller flercelliga och kan sitta tätt eller glest. Är utskotten så grova att de känns stickiga kallas det borstkantad. Den latinska termen är ciliatus.

## Sågtandad bladkant
En sågtandad bladkant har framåtriktade rätsidiga tänder. Den latinska termen är serratus. Dubbelsågad kant heter biserratus eller duplico-serratus.

## Fint sågtandad bladkant
En fint sågtandad bladkant är detsamma som sågtandad men med smalare sågtänder. Den latinska termen är serrulatus. 

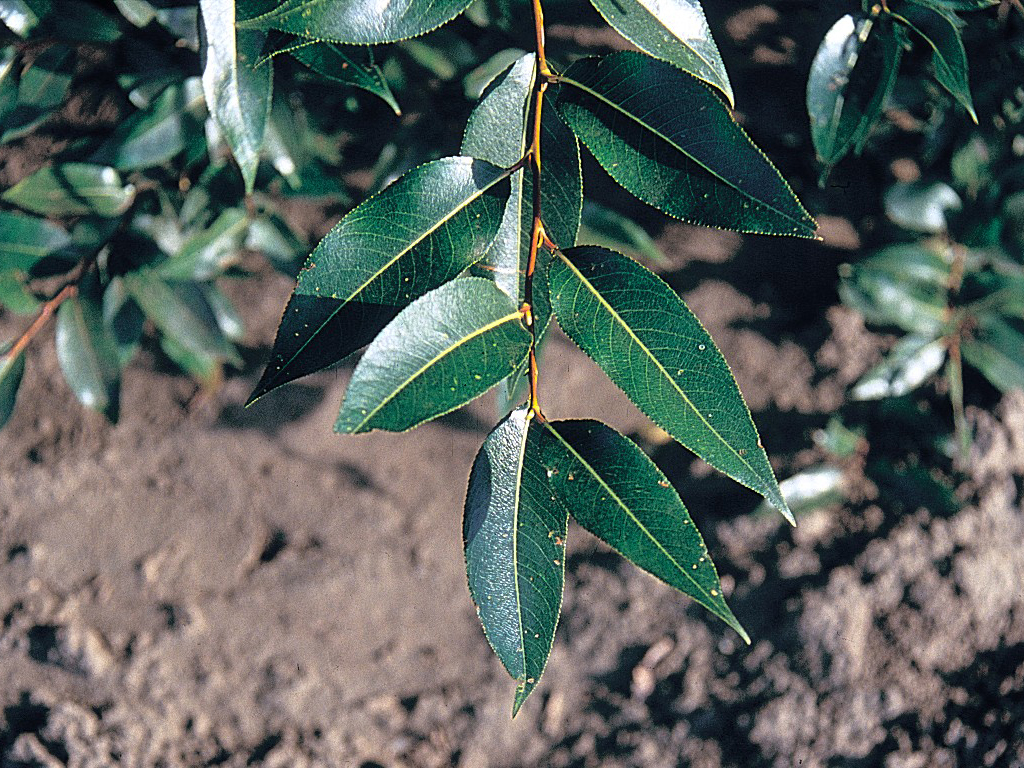
Fint sågtandad bladkant hos Jolster.

## Dubbeltandad bladkant

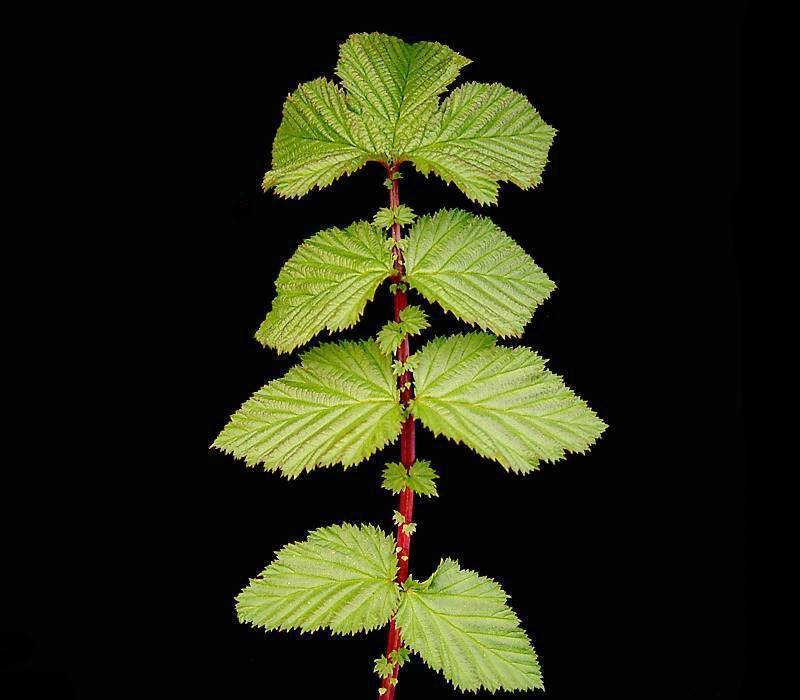
Dubbeltandad bladkant hos Älggräs.

Dubbeltandad bladkant betyder att de stora tänderna är i sin tur tandade med mindre tänder. Den latinska termen är duplico-dentatus.

## Tandad bladkant
En tandad bladkant har utåtriktade rätsidiga eller konkavsidiga tänder. Den latinska termen är dentatus eller denticulatus om tänderna är små.

## Naggad bladkant
Den latinska termen är crenatus eller crenulatus om naggningarna är mycket små.

## Taggig bladkant

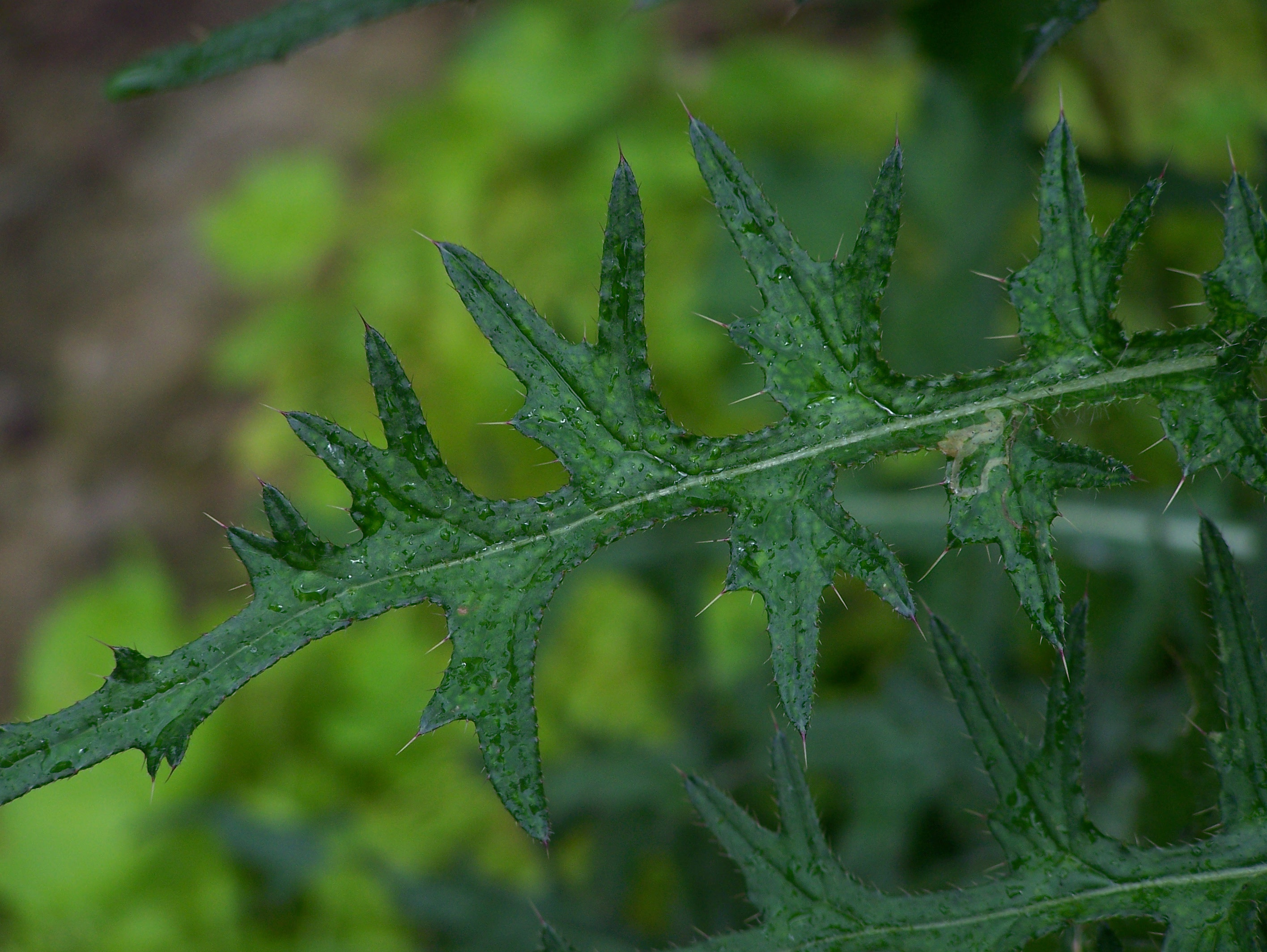
Taggig bladkant hos Kärrtistel.

Det finns flera latinska termer för taggig bladkant beroende på hur kraftiga taggarna är. Spinosus för tornad, aculeatus för taggig, echinatus för borsttaggig.

## Oregelbunden bladkant
Den latinska termen är erosus.

## Glandelsågad bladkant

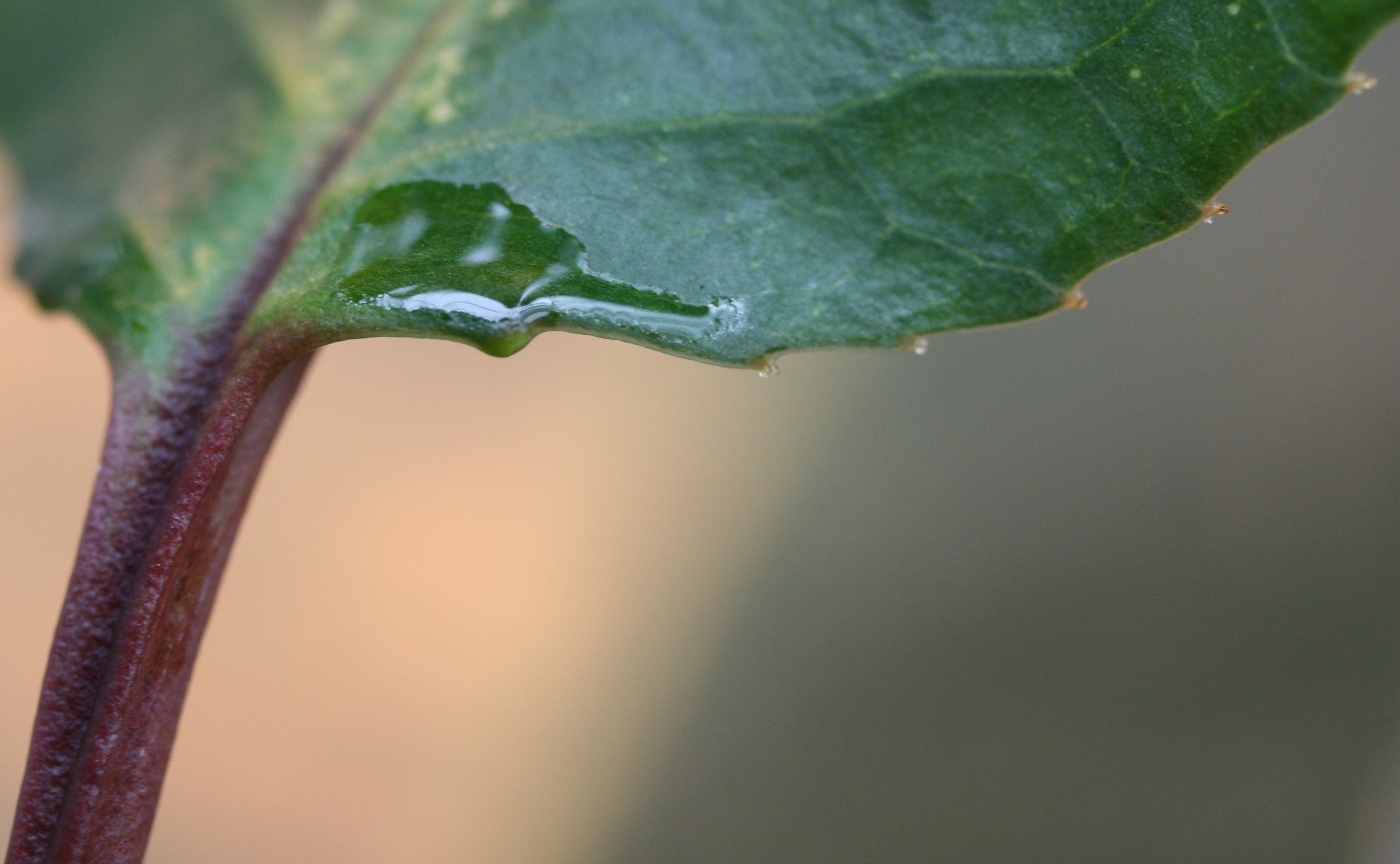
Glandelsågad bladkant (nektarier) hos Prunus africana.

En glandelsågad bladkant är sågad med en körtel (glandel) på varje tandspets. Den latinska termen är glandulosus eller glandifer (körtelbärande).

## Glandelhårig bladkant

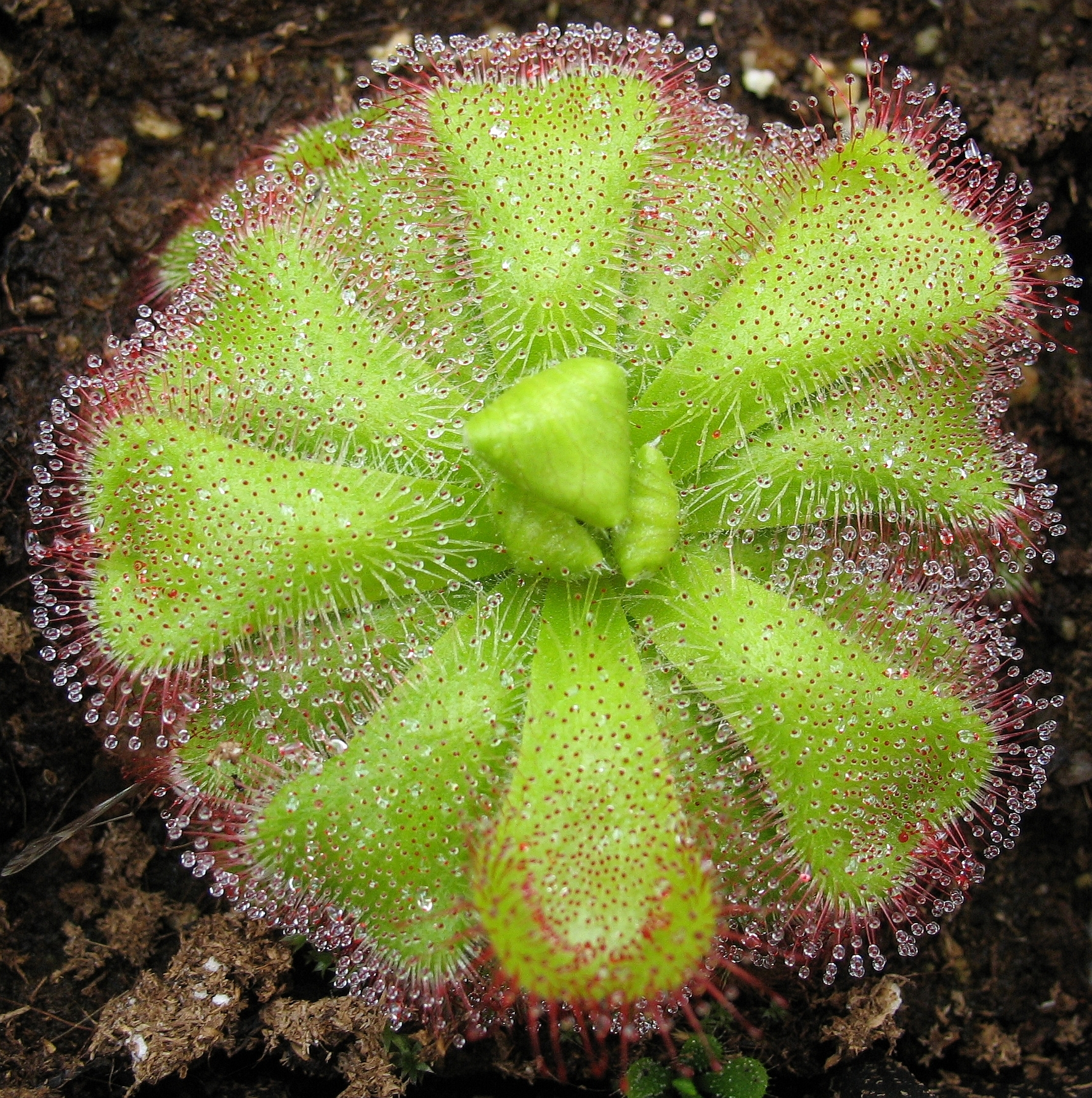
Glandelhårigt blad hos Drosera cuneifolia.

Den latinska termen är glandulosus (körtelbärande), eller pili glanduliferi (körtelbärande hår).

## Krusig bladkant

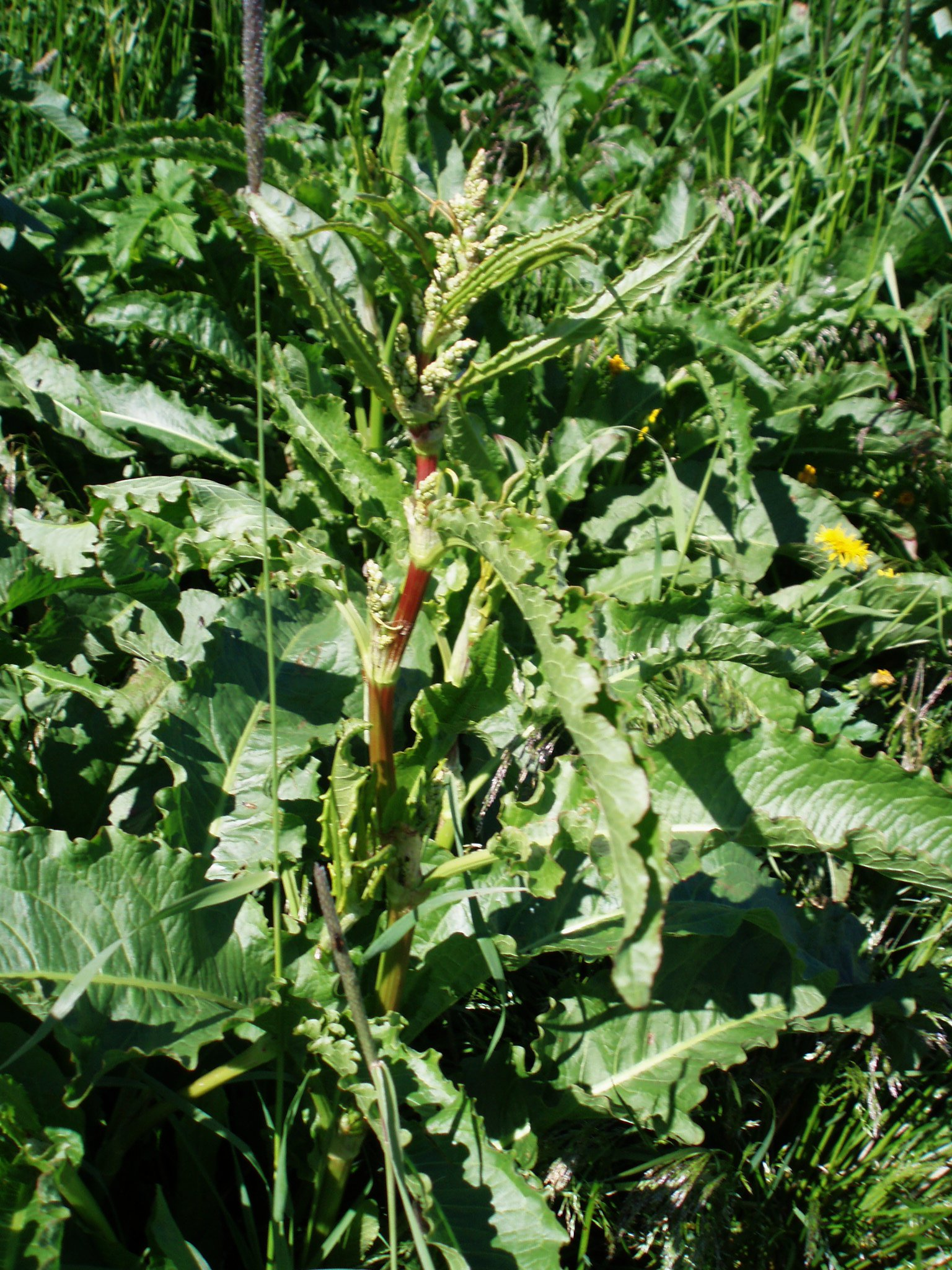
Krusig bladkant hos Rumex longifolius.

En krusig bladkant är böjd och ojämn. Den latinska termen är crispus. Är kanten snarare vågig kallas det undulatus.